# Ferdinand Karel Habsbursko-Lotrinský (1868–1915)
Ferdinand Karel Habsbursko-Lotrinský (německy: Ferdinand Karl Ludwig Joseph Johann Maria von Österreich; 27. prosince 1868, Vídeň – 10. nebo 12. března 1915, Mnichov) byl rakouský arcivévoda, který žil od roku 1911 pod jménem Ferdinand Burg.

## Původ
Byl synem Karla Ludvíka Rakouského a jeho druhé manželky Marie Annunciaty (1843–1871), dcery krále Obojí Sicílie Ferdinanda II.
V necelých třech letech přišel o matku a tak byl vychováván otcovou třetí ženou Marií Terezou Portugalskou, která se o všechny děti starala s velkou láskou. Vyrůstal většinou na zámcích Reichenau a Artstetten. Jeho nejstarším bratrem byl následník rakousko-uherského trůnu František Ferdinand d'Este.

## Vojenská kariéra
Už od mládí se velice zajímal o kulturu, především o divadlo. V rámci jeho vojenské kariéry obvyklé pro rakouské arcivévody se v šestnácti letech stal poručíkem jezdectva. Ke koním však neměl žádný bližší vztah, zato začal projevovat technické nadaní. Byl povýšený na nadporučíka, později na kapitána a v roce 1897 se stal podplukovníkem. Po smrti korunního prince Rudolfa začala jeho vojenská kariéra stoupat. V roce 1902 byl povýšen na generálmajora a převelen do Prahy.

## Vztah s Bertou Czuberovou
V této době začal jeho vztah s dcerou profesora vídeňské techniky Bertou Czuberovou (1879–1979). Problémem byl však její měšťanský původ, a tak společenská propast v jejich vztahu byla ještě větší než u arcivévody Františka Ferdinanda. V roce 1903 se jejich tajná láska stala veřejným skandálem. Ferdinand Karel požádal císaře Františka Josefa o povolení k sňatku. Ten však žádost o morganatický sňatek rezolutně zamítl. Podobný názor měl i jeho starší bratr Otto. Ferdinand Karel byl však neoblomný.
18. října 1904 byl ze „zdravotních důvodů“ propuštěn z armády a vykázán z Vídně na zámek Rosenstein.

## Morganatický sňatek a jeho důsledky

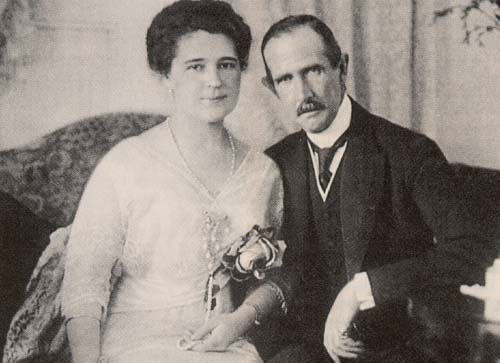
Ferdinand Karel s manželkou

Po pěti letech se v roce 1909 ve Švýcarsku s Bertou tajně vzali. Následné reakce ze strany rozzlobeného císaře na sebe nenechaly dlouho čekat. V roce 1911 Ferdinanda Karla vyloučil z rodinného svazku Habsburků, odebral mu všechny tituly, vojenské hodnosti a vyznamenání. Pouze na přímluvu jeho nevlastní matky Marie Terezy mu ponechal malou roční rentu.
Ferdinand Karel po svém vyloučení z rodiny přijal občanské jméno Ferdinand Burg a střídavě žil na zámku Rosenstein a Rottenstein poblíž Merana. Po smrti svého bratra Františka Ferdinanda v roku 1914 byl pozván na pohřeb, ale v té době už byl z něho zlomený, starý muž, ignorovaný všemi členy rodiny i dvora. O rok později v Mnichově zemřel na souchotiny. Jeho manželka zemřela stoletá roku 1979. Oba dva jsou pohřbeni na Untermaiském hřbitově u Merana.

## Vývod z předků
|                                        |                                      |  |                                 |                                        |  |  |  |  |  |  |  | Leopold II. |
|                                        |                                      |  |                                 |                                        |  |  |  |  |  |  |  |             |
|                                        | František I. Rakouský                |  |                                 |                                        |  |  |  |  |  |  |  |             |
|                                        |                                      |  |                                 |                                        |  |  |  |  |  |  |  |             |
|                                        |                                      |  |                                 | Marie Ludovika Španělská               |  |  |  |  |  |  |  |             |
|                                        |                                      |  |                                 |                                        |  |  |  |  |  |  |  |             |
|                                        | František Karel Habsbursko-Lotrinský |  |                                 |                                        |  |  |  |  |  |  |  |             |
|                                        |                                      |  |                                 |                                        |  |  |  |  |  |  |  |             |
|                                        |                                      |  |                                 | Ferdinand I. Neapolsko-Sicilský        |  |  |  |  |  |  |  |             |
|                                        |                                      |  |                                 |                                        |  |  |  |  |  |  |  |             |
|                                        | Marie Tereza Neapolsko-Sicilská      |  |                                 |                                        |  |  |  |  |  |  |  |             |
|                                        |                                      |  |                                 |                                        |  |  |  |  |  |  |  |             |
|                                        |                                      |  |                                 | Marie Karolína Habsbursko-Lotrinská    |  |  |  |  |  |  |  |             |
|                                        |                                      |  |                                 |                                        |  |  |  |  |  |  |  |             |
|                                        | Karel Ludvík Habsbursko-Lotrinský    |  |                                 |                                        |  |  |  |  |  |  |  |             |
|                                        |                                      |  |                                 |                                        |  |  |  |  |  |  |  |             |
|                                        |                                      |  |                                 | Fridrich Michal Falcko-Zweibrückenský  |  |  |  |  |  |  |  |             |
|                                        |                                      |  |                                 |                                        |  |  |  |  |  |  |  |             |
|                                        | Maxmilián I. Josef Bavorský          |  |                                 |                                        |  |  |  |  |  |  |  |             |
|                                        |                                      |  |                                 |                                        |  |  |  |  |  |  |  |             |
|                                        |                                      |  |                                 | Marie Františka Falcko-Sulzbašská      |  |  |  |  |  |  |  |             |
|                                        |                                      |  |                                 |                                        |  |  |  |  |  |  |  |             |
|                                        | Žofie Frederika Bavorská             |  |                                 |                                        |  |  |  |  |  |  |  |             |
|                                        |                                      |  |                                 |                                        |  |  |  |  |  |  |  |             |
|                                        |                                      |  |                                 | Karel Ludvík Bádenský                  |  |  |  |  |  |  |  |             |
|                                        |                                      |  |                                 |                                        |  |  |  |  |  |  |  |             |
|                                        | Karolína Frederika Vilemína Bádenská |  |                                 |                                        |  |  |  |  |  |  |  |             |
|                                        |                                      |  |                                 |                                        |  |  |  |  |  |  |  |             |
|                                        |                                      |  |                                 | Amálie Frederika Hesensko-Darmstadtská |  |  |  |  |  |  |  |             |
|                                        |                                      |  |                                 |                                        |  |  |  |  |  |  |  |             |
| 'Ferdinand Karel Habsbursko-Lotrinský' |                                      |  |                                 |                                        |  |  |  |  |  |  |  |             |
|                                        |                                      |  |                                 |                                        |  |  |  |  |  |  |  |             |
|                                        |                                      |  | Ferdinand I. Neapolsko-Sicilský |                                        |  |  |  |  |  |  |  |             |
|                                        |                                      |  |                                 |                                        |  |  |  |  |  |  |  |             |
|                                        | František I. Neapolsko-Sicilský      |  |                                 |                                        |  |  |  |  |  |  |  |             |
|                                        |                                      |  |                                 |                                        |  |  |  |  |  |  |  |             |
|                                        |                                      |  |                                 | Marie Karolína Habsbursko-Lotrinská    |  |  |  |  |  |  |  |             |
|                                        |                                      |  |                                 |                                        |  |  |  |  |  |  |  |             |
|                                        | Ferdinand II. Neapolsko-Sicilský     |  |                                 |                                        |  |  |  |  |  |  |  |             |
|                                        |                                      |  |                                 |                                        |  |  |  |  |  |  |  |             |
|                                        |                                      |  |                                 | Karel IV. Španělský                    |  |  |  |  |  |  |  |             |
|                                        |                                      |  |                                 |                                        |  |  |  |  |  |  |  |             |
|                                        | Marie Isabela Španělská              |  |                                 |                                        |  |  |  |  |  |  |  |             |
|                                        |                                      |  |                                 |                                        |  |  |  |  |  |  |  |             |
|                                        |                                      |  |                                 | Marie Luisa Parmská                    |  |  |  |  |  |  |  |             |
|                                        |                                      |  |                                 |                                        |  |  |  |  |  |  |  |             |
|                                        | Marie Annunziata Neapolsko-Sicilská  |  |                                 |                                        |  |  |  |  |  |  |  |             |
|                                        |                                      |  |                                 |                                        |  |  |  |  |  |  |  |             |
|                                        |                                      |  |                                 | Leopold II.                            |  |  |  |  |  |  |  |             |
|                                        |                                      |  |                                 |                                        |  |  |  |  |  |  |  |             |
|                                        | Karel Ludvík Rakousko-Těšínský       |  |                                 |                                        |  |  |  |  |  |  |  |             |
|                                        |                                      |  |                                 |                                        |  |  |  |  |  |  |  |             |
|                                        |                                      |  |                                 | Marie Ludovika Španělská               |  |  |  |  |  |  |  |             |
|                                        |                                      |  |                                 |                                        |  |  |  |  |  |  |  |             |
|                                        | Marie Terezie Rakousko-Těšínská      |  |                                 |                                        |  |  |  |  |  |  |  |             |
|                                        |                                      |  |                                 |                                        |  |  |  |  |  |  |  |             |
|                                        |                                      |  |                                 | Fridrich Vilém Nasavsko-Weilburský     |  |  |  |  |  |  |  |             |
|                                        |                                      |  |                                 |                                        |  |  |  |  |  |  |  |             |
|                                        | Jindřiška Nasavsko-Weilburská        |  |                                 |                                        |  |  |  |  |  |  |  |             |
|                                        |                                      |  |                                 |                                        |  |  |  |  |  |  |  |             |
|                                        |                                      |  |                                 | Luisa Isabela z Kirchbergu             |  |  |  |  |  |  |  |             |
|                                        |                                      |  |                                 |                                        |  |  |  |  |  |  |  |             |